# خنجر (فرعون)

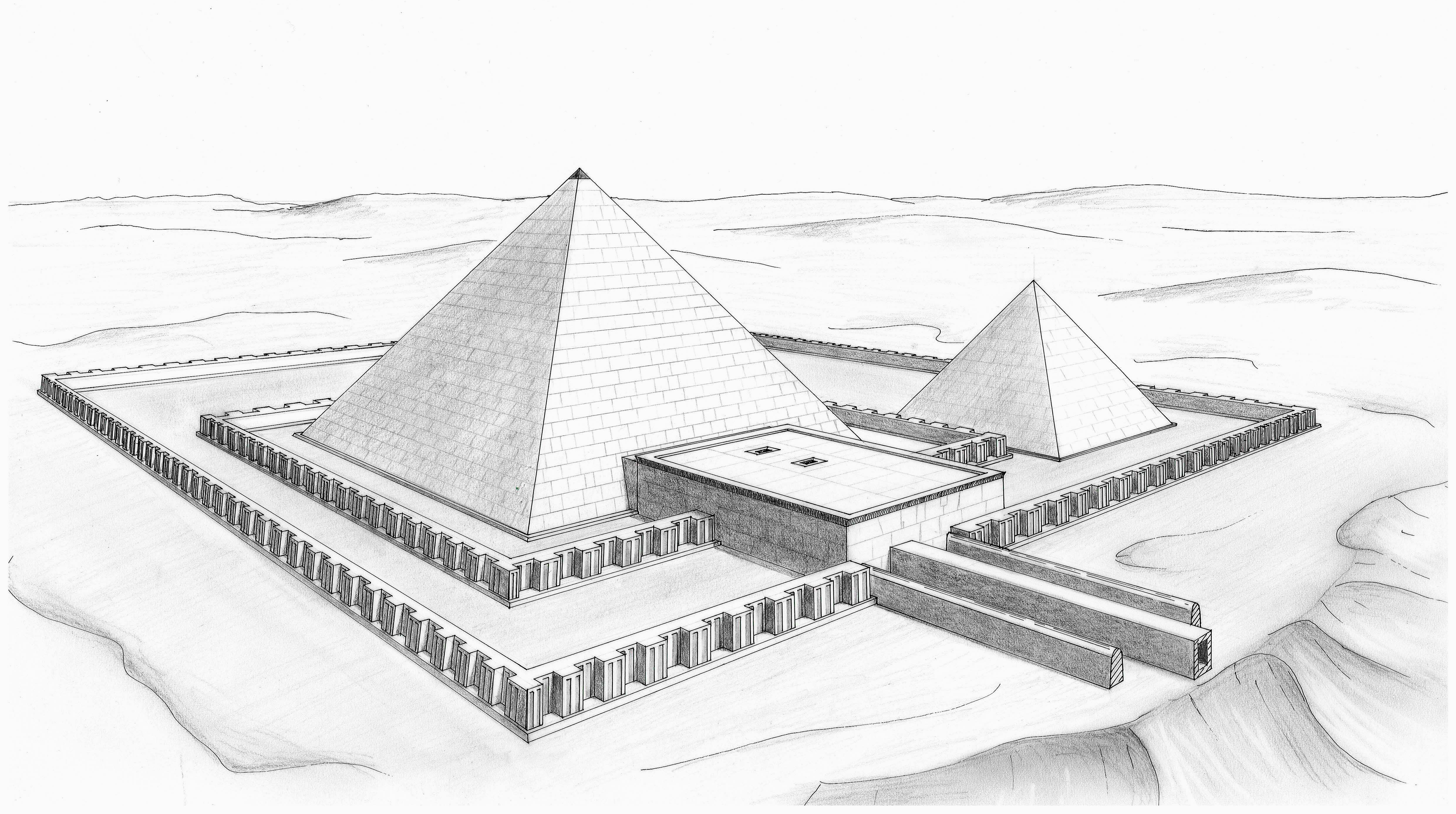
تصویری خیالی از مجموعه آرامگاه خنجر

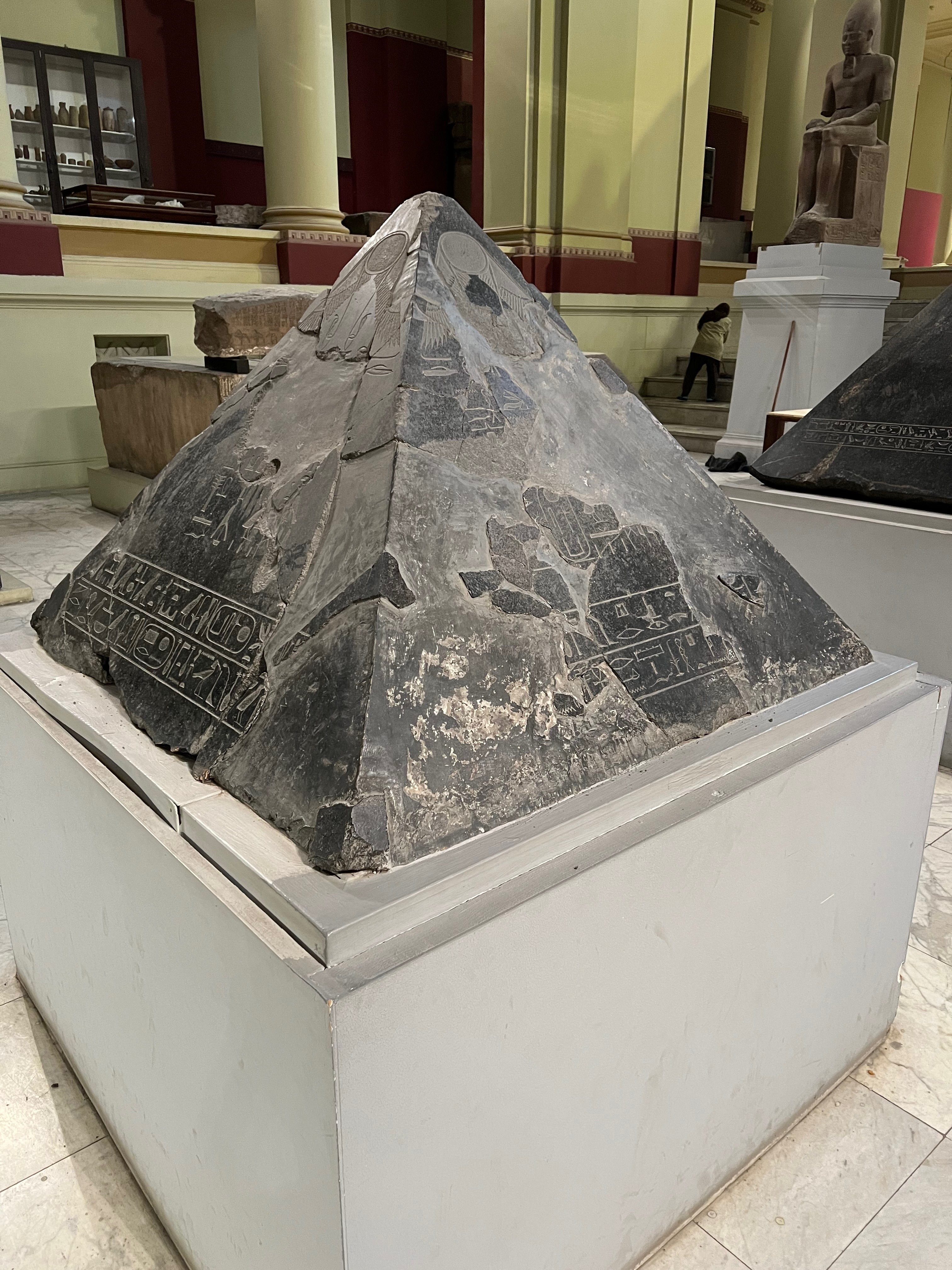
پیرامیدیون هرم خنجر در موزه قاهره

خِنجِر فرعونی از دودمان سیزدهم مصر در دوره دوم میانی بوده‌است. نام او در پاپیروس تورین آمده ولی طول دوره فرمانرواییش نامشخص است.

## نام و تبار
نام خنجر مصری نیست و ریشه‌ای خارجی دارد. به باور باستان‌شناس دانمارکی کیم ریهولت، نام او ریشه در واژه سامی ه(ن)زر به معنای «گراز» دارد. او که احتمال دارد از ریشه‌ای فلسطینی یا سوری بوده باشد، فرمانده نیروهای نظامی مصر در بیرون از کشور بوده‌است. از این رو به نظر می‌رسد که او نخستین پادشاه نابومی مصر بوده‌است.
نام تاجی او اوسرکارع به معنای «روان رع نیرومند است» می‌باشد.

## دوران
وجود او در دو پاپیروس آمده که یکی پاپیروس بروکلین است و دیگری پایپروس بولاک. سنگ‌نبشته‌های یافت شده در مجموعه آرامگاه او در سقاره طول دوران فرمانروایی او را کمتر از ۵ سال (۴ سال و ۳ ماه و ۵ روز) نوشته‌اند.
بیشترین اطلاعات درباره او اما از روی یافته‌های باستان‌شناسی در آرامگاهش به دست آمده. هرم او در سقاره توسط ژاک ژکوییه کشف شده و از آنجا که سنگ هرم بالایی آن نیز به دست آمد، می‌توان نتیجه گرفت که ساختش به پایان رسیده بوده.